# Manuel Marengo (obispo)
Manuel Marengo, (Teodelina, Santa Fe, Argentina, 16 de febrero de 1906-Claypole, Argentina, 17 de noviembre de 1988) fue un sacerdote argentino que llegó a ocupar los cargos de obispo de Santa Fe y obispo diocesano de Azul.
Participó en el Concilio Vaticano II y en la II Conferencia Episcopal de Medellín de 1968.

## Biografía
En el seminario de Santa Fe fue donde recibió su formación religiosa y se ordenó como sacerdote el 22 de diciembre de 1928.
Sus primeros destinos fueron las parroquias de Santa Fe y el Seminario de Santa Fe como profesor, llegando a ser rector a partir de 1939 hasta que fue nombrado obispo.
Fue consagrado obispo auxiliar de Santa Fe el 6 de agosto de 1950, cargo que ejerció hasta 1956 cuando, por decisión del Papa Pío XII xii]], fue trasladado a Azul en calidad de obispo diocesano. presidió la diócesis de Azul hasta 1982, año en que se retiró de la actividad y se mudó a Claypole.
Durante su mandato en la diócesis azuleña creó parroquias en Tandil, Olavarría, Beguerie, Espigas, Del Carril, Vela y varias capillas.
Tras una larga enfermedad falleció el 17 de noviembre de 1988. Sus restos descansan en el Bautisterio de la Catedral de Azul.
Durante el último gobierno militar argentino, el obispo recibió la visita de familiares de un detenido en la cárcel de Sierra Chica que era objeto de torturas reiteradas. El obispo les explicó que había intercedido ante todas las autoridades nacionales y militares de ese momento sin obtener ningún resultado y sin que las torturas cesen. Los familiares regresaron a su ciudad de origen y al poco tiempo regresaron con otro petitorio, le pidieron al obispo que en su homilía dominical, donde asisten los jefes militares con sus familias, denunciara lo que ocurría en ese instituto carcelario. El obispó contestó que eso significaría romper las relaciones con el gobierno militar.
Otras fuentes afirman que durante la dictadura, Marengo visitaba las cárceles personalmente, era requisado en la entrada como cualquier otro ciudadano normal porque las autoridades carcelarias sospechaban que era subversivo. Durante sus visita presionaba a los carceleros y a sus jefes para que no fusilaran a nadie dentro de las penitenciarías y se le reconoce haber salvado la vida de una mujer que fue arrestada arriba de un ómnibus en la ciudad de Las Flores, recuperando la libertad en tres días.
También se reconoce a Monseñor Marengo el haber salvado la vida de su gran amigo Osvaldo Catena, en la última dictadura militar. Ante la persecución militar, primero lo cobijo en Azul y luego lo nombró párroco en Benito Juárez.